# Ulaniki
Ulaniki (ukr. Уляники) – wieś na Ukrainie, w obwodzie wołyńskim, w rejonie rożyszczeńskim.
Pod koniec XIX w. wieś w powiecie łuckim na południowy wschód od Torczyna.